# Братство — единство
«Братство — единство» (сербохорв. Братство и jединство / Bratstvo i jedinstvo, макед. Братство и Единство, словен. Bratstvo in enotnost) — автомобильная дорога Югославии протяжённостью около 1100 км; пересекавшая страну от границы с Австрией через Любляну, Загреб и Белград до города Гевгелии на границе с Грецией. Являлась главной автодорогой Югославии.
Дорога строилась при участии около 500 тысяч молодых людей в 1948—1963 годах. Так например до 1950 года, на строительстве было задействовано около 250 тысяч юношей и девушек (участвовали также около 70 тысяч военнослужащих югославской армии и 14,5 тысячи квалифицированных работников).